# Masalia vinula
Masalia vinula là một loài bướm đêm trong họ Noctuidae.